# National Hockey League 1990-1991
La stagione 1990-1991 è stata la 74ª edizione della National Hockey League. La stagione regolare iniziò il 4 ottobre 1990 e si concluse il 31 marzo 1991, mentre i playoff della Stanley Cup terminarono l'11 maggio 1991. I Chicago Blackhawks ospitarono l'NHL All-Star Game presso il Chicago Stadium il 19 gennaio 1991. I Pittsburgh Penguins sconfissero i Minnesota North Stars nella finale di Stanley Cup per 4-2, conquistando il primo titolo nella storia della franchigia.
Il 26 ottobre 1990 Wayne Gretzky diventò il primo e unico giocatore nella storia della National Hockey League capace di superare quota 2.000 punti in carriera. Invece il 3 gennaio 1991 diventò il settimo giocatore nella storia della lega ad aver segnato almeno 700 reti..
Il 6 dicembre la NHL annunciò in vista della stagione 1992-1993 due nuove franchigie, una canadese e una statunitense: gli Ottawa Senators e i Tampa Bay Lightning. I Minnesota North Stars riuscirono ad arrivare alle finali della Stanley Cup nonostante un record di vittorie inferiore al 50%, evento successo per la quindicesima volta nella storia della NHL.

## Squadre partecipanti
- Boston Bruins
- Buffalo Sabres
- Calgary Flames
- Chicago Blackhawks
- Detroit Red Wings
- Edmonton Oilers
- Hartford Whalers
- Los Angeles Kings
- Minnesota North Stars
- Montreal Canadiens
- New Jersey Devils

- New York Islanders
- New York Rangers
- Philadelphia Flyers
- Pittsburgh Penguins
- Quebec Nordiques
- St. Louis Blues
- Toronto Maple Leafs
- Vancouver Canucks
- Washington Capitals
- Winnipeg Jets

## Pre-season

### NHL Entry Draft
L'Entry Draft si tenne il 16 giugno 1990 presso il BC Place Stadium di Vancouver, in Columbia Britannica. I Quebec Nordiques nominarono come prima scelta assoluta il giocatore canadese Owen Nolan. Altri giocatori rilevanti all'esordio in NHL furono Keith Primeau, Jaromír Jágr, Keith Tkachuk e Martin Brodeur.

## Stagione regolare

### Classifiche
= Qualificata per i playoff,       = Primo posto nella Conference,       = Vincitore del Presidents' Trophy

#### Prince of Wales Conference
Adams Division
|    |                    | PG | V  | S  | N  | GF  | GS  | PT  |
| -- | ------------------ | -- | -- | -- | -- | --- | --- | --- |
| 1. | Boston Bruins      | 80 | 44 | 24 | 12 | 299 | 264 | 100 |
| 2. | Montreal Canadiens | 80 | 39 | 30 | 11 | 273 | 249 | 89  |
| 3. | Buffalo Sabres     | 80 | 31 | 30 | 19 | 292 | 278 | 81  |
| 4. | Hartford Whalers   | 80 | 31 | 38 | 11 | 238 | 276 | 73  |
| 5. | Quebec Nordiques   | 80 | 16 | 50 | 14 | 236 | 354 | 46  |

Patrick Division
|    |                     | PG | V  | S  | N  | GF  | GS  | PT |
| -- | ------------------- | -- | -- | -- | -- | --- | --- | -- |
| 1. | Pittsburgh Penguins | 80 | 41 | 33 | 6  | 342 | 305 | 88 |
| 2. | New York Rangers    | 80 | 36 | 31 | 13 | 297 | 265 | 85 |
| 3. | Washington Capitals | 80 | 37 | 36 | 7  | 258 | 258 | 81 |
| 4. | New Jersey Devils   | 80 | 32 | 33 | 15 | 272 | 264 | 79 |
| 5. | Philadelphia Flyers | 80 | 33 | 37 | 10 | 252 | 267 | 76 |
| 6. | New York Islanders  | 80 | 25 | 45 | 10 | 223 | 290 | 60 |

#### Clarence Campbell Conference
Norris Division
|    |                       | PG | V  | S  | N  | GF  | GS  | PT  |
| -- | --------------------- | -- | -- | -- | -- | --- | --- | --- |
| 1. | Chicago Blackhawks    | 80 | 49 | 23 | 8  | 284 | 211 | 106 |
| 2. | St. Louis Blues       | 80 | 47 | 22 | 11 | 310 | 250 | 105 |
| 3. | Detroit Red Wings     | 80 | 34 | 38 | 8  | 273 | 298 | 76  |
| 4. | Minnesota North Stars | 80 | 27 | 39 | 14 | 256 | 266 | 68  |
| 5. | Toronto Maple Leafs   | 80 | 23 | 46 | 11 | 241 | 318 | 57  |

Smythe Division
|    |                   | PG | V  | S  | N  | GF  | GS  | PT  |
| -- | ----------------- | -- | -- | -- | -- | --- | --- | --- |
| 1. | Los Angeles Kings | 80 | 46 | 24 | 10 | 340 | 254 | 102 |
| 2. | Calgary Flames    | 80 | 46 | 26 | 8  | 344 | 263 | 100 |
| 3. | Edmonton Oilers   | 80 | 37 | 37 | 6  | 272 | 272 | 80  |
| 4. | Vancouver Canucks | 80 | 28 | 43 | 9  | 243 | 315 | 65  |
| 5. | Winnipeg Jets     | 80 | 26 | 43 | 11 | 260 | 288 | 63  |

### Statistiche

#### Classifica marcatori
La seguente lista elenca i migliori marcatori al termine della stagione regolare.

| Giocatore      | Squadra                              | PG | G  | A   | Pt  | +/- | MP  |
| -------------- | ------------------------------------ | -- | -- | --- | --- | --- | --- |
| Wayne Gretzky  | Los Angeles Kings                    | 78 | 41 | 122 | 163 | +30 | 16  |
| Brett Hull     | St. Louis Blues                      | 78 | 86 | 45  | 131 | +23 | 22  |
| Adam Oates     | St. Louis Blues                      | 61 | 25 | 90  | 115 | +15 | 29  |
| Mark Recchi    | Pittsburgh Penguins                  | 78 | 40 | 73  | 113 | 0   | 48  |
| John Cullen    | Pittsburgh Penguins Hartford Whalers | 78 | 39 | 71  | 110 | -6  | 101 |
| Joe Sakic      | Quebec Nordiques                     | 80 | 48 | 61  | 109 | -26 | 24  |
| Steve Yzerman  | Detroit Red Wings                    | 80 | 51 | 57  | 108 | -2  | 34  |
| Theoren Fleury | Calgary Flames                       | 79 | 51 | 53  | 104 | +48 | 136 |
| Al MacInnis    | Calgary Flames                       | 78 | 28 | 75  | 103 | +42 | 90  |
| Steve Larmer   | Chicago Blackhawks                   | 80 | 44 | 57  | 101 | +37 | 79  |

#### Classifica portieri
La seguente lista elenca i migliori portieri al termine della stagione regolare.

| Giocatore        | Squadra               | PG | Min     | V  | S  | P  | GS  | SO | Sv%  | MGS  |
| ---------------- | --------------------- | -- | ------- | -- | -- | -- | --- | -- | ---- | ---- |
| Ed Belfour       | Chicago Blackhawks    | 74 | 4126:41 | 43 | 19 | 7  | 170 | 4  | .910 | 2.47 |
| Don Beaupre      | Washington Capitals   | 45 | 2571:37 | 20 | 18 | 3  | 113 | 5  | .897 | 2.64 |
| Patrick Roy      | Montreal Canadiens    | 48 | 2835:22 | 25 | 15 | 6  | 128 | 1  | .906 | 2.71 |
| Andy Moog        | Boston Bruins         | 51 | 2844:04 | 25 | 13 | 9  | 136 | 4  | .896 | 2.87 |
| Pete Peeters     | Philadelphia Flyers   | 26 | 1270:03 | 9  | 7  | 1  | 61  | 1  | .902 | 2.88 |
| Kelly Hrudey     | Los Angeles Kings     | 47 | 2729:36 | 26 | 13 | 6  | 132 | 3  | .900 | 2.90 |
| Chris Terreri    | New Jersey Devils     | 53 | 2970:18 | 24 | 21 | 7  | 144 | 1  | .893 | 2.91 |
| John Casey       | Minnesota North Stars | 55 | 3184:59 | 21 | 20 | 11 | 158 | 3  | .891 | 2.98 |
| Grant Fuhr       | Edmonton Oilers       | 13 | 778:04  | 6  | 4  | 3  | 39  | 1  | .897 | 3.01 |
| Vincent Riendeau | St. Louis Blues       | 44 | 2670:44 | 29 | 9  | 6  | 134 | 3  | .892 | 3.01 |

## Playoff

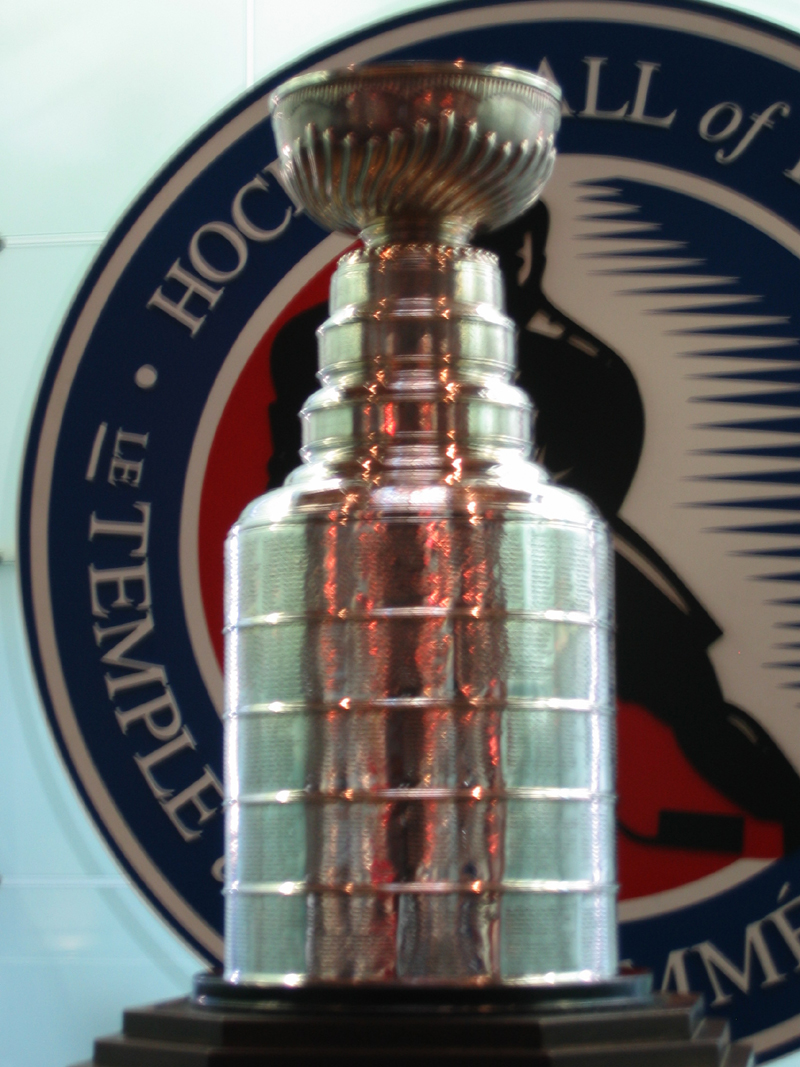
Il trofeo della Stanley Cup

Al termine della stagione regolare le migliori 16 squadre del campionato si sono qualificate per i playoff. I Chicago Blackhawks si aggiudicarono il Presidents' Trophy avendo ottenuto il miglior record della lega con 106 punti.

### Tabellone playoff
Nel primo turno la squadra con il ranking più alto di ciascuna Division si sfida con quella dal posizionamento più basso seguendo lo schema 1-4 e 2-3, usufruendo anche del vantaggio del fattore campo. Il secondo turno determina la vincente divisionale, mentre il terzo vede affrontarsi le squadre vincenti delle Division della stessa Conference per accedere alla finale di Stanley Cup. Il fattore campo osservato nelle finali di conference e in finale di Stanley Cup fu determinato dai punti ottenuti in stagione regolare. Ciascuna serie, al meglio delle sette gare, seguì il formato 2-2-1-1-1: la squadra migliore in stagione regolare avrebbe disputato in casa Gara-1 e 2, (se necessario anche Gara-5 e 7), mentre quella posizionata peggio avrebbe giocato nel proprio palazzetto Gara-3 e 4 (se necessario anche Gara-6).
|  | Semifinali Division | Semifinali Division   | Semifinali Division |                       |    | Finali Division     | Finali Division | Finali Division |  |  | Finali Conference | Finali Conference | Finali Conference |  |  | Finale Stanley Cup | Finale Stanley Cup | Finale Stanley Cup |  |
|  |                     |                       |                     |                       |    |                     |                 |                 |  |  |                   |                   |                   |  |  |                    |                    |                    |  |
|  | A1                  | Boston Bruins         | 4                   |                       |    |                     |                 |                 |  |  |                   |                   |                   |  |  |                    |                    |                    |  |
|  | A1                  | Boston Bruins         | 4                   |                       |    |                     |                 |                 |  |  |                   |                   |                   |  |  |                    |                    |                    |  |
|  | A4                  | Hartford Whalers      | 2                   |                       |    |                     |                 |                 |  |  |                   |                   |                   |  |  |                    |                    |                    |  |
|  | A4                  | Hartford Whalers      | 2                   |                       | A1 | Boston Bruins       | 4               |                 |  |  |                   |                   |                   |  |  |                    |                    |                    |  |
|  |                     |                       |                     |                       | A1 | Boston Bruins       | 4               |                 |  |  |                   |                   |                   |  |  |                    |                    |                    |  |
|  |                     |                       | A2                  | Montreal Canadiens    | 3  |                     |                 |                 |  |  |                   |                   |                   |  |  |                    |                    |                    |  |
|  | A2                  | Montreal Canadiens    | A2                  | Montreal Canadiens    | 3  | 4                   |                 |                 |  |  |                   |                   |                   |  |  |                    |                    |                    |  |
|  | A2                  | Montreal Canadiens    |                     |                       |    |                     |                 |                 |  |  |                   |                   |                   |  |  |                    |                    |                    |  |
|  | A3                  | Buffalo Sabres        | 2                   |                       |    |                     |                 |                 |  |  |                   |                   |                   |  |  |                    |                    |                    |  |
|  | A3                  | Buffalo Sabres        | 2                   |                       | A1 | Boston Bruins       | 2               |                 |  |  |                   |                   |                   |  |  |                    |                    |                    |  |
|  |                     |                       |                     |                       |    |                     |                 |                 |  |  |                   |                   |                   |  |  |                    |                    |                    |  |
|  |                     |                       | P1                  | Pittsburgh Penguins   | 4  |                     |                 |                 |  |  |                   |                   |                   |  |  |                    |                    |                    |  |
|  | P1                  | Pittsburgh Penguins   | P1                  | Pittsburgh Penguins   | 4  | 4                   |                 |                 |  |  |                   |                   |                   |  |  |                    |                    |                    |  |
|  | P1                  | Pittsburgh Penguins   |                     |                       |    |                     |                 |                 |  |  |                   |                   |                   |  |  |                    |                    |                    |  |
|  | P4                  | New Jersey Devils     | 3                   |                       |    |                     |                 |                 |  |  |                   |                   |                   |  |  |                    |                    |                    |  |
|  | P4                  | New Jersey Devils     | 3                   |                       | P1 | Pittsburgh Penguins | 4               |                 |  |  |                   |                   |                   |  |  |                    |                    |                    |  |
|  |                     |                       |                     |                       | P1 | Pittsburgh Penguins | 4               |                 |  |  |                   |                   |                   |  |  |                    |                    |                    |  |
|  |                     |                       | P3                  | Washington Capitals   | 1  |                     |                 |                 |  |  |                   |                   |                   |  |  |                    |                    |                    |  |
|  | P2                  | New York Rangers      | P3                  | Washington Capitals   | 1  | 2                   |                 |                 |  |  |                   |                   |                   |  |  |                    |                    |                    |  |
|  | P2                  | New York Rangers      |                     |                       |    |                     |                 |                 |  |  |                   |                   |                   |  |  |                    |                    |                    |  |
|  | P3                  | Washington Capitals   | 4                   |                       |    |                     |                 |                 |  |  |                   |                   |                   |  |  |                    |                    |                    |  |
|  | P3                  | Washington Capitals   | 4                   |                       | P1 | Pittsburgh Penguins | 4               |                 |  |  |                   |                   |                   |  |  |                    |                    |                    |  |
|  |                     |                       |                     |                       |    |                     |                 |                 |  |  |                   |                   |                   |  |  |                    |                    |                    |  |
|  |                     |                       | N4                  | Minnesota North Stars | 2  |                     |                 |                 |  |  |                   |                   |                   |  |  |                    |                    |                    |  |
|  | N1                  | Chicago Blackhawks    | N4                  | Minnesota North Stars | 2  | 2                   |                 |                 |  |  |                   |                   |                   |  |  |                    |                    |                    |  |
|  | N1                  | Chicago Blackhawks    |                     |                       |    |                     |                 |                 |  |  |                   |                   |                   |  |  |                    |                    |                    |  |
|  | N4                  | Minnesota North Stars | 4                   |                       |    |                     |                 |                 |  |  |                   |                   |                   |  |  |                    |                    |                    |  |
|  | N4                  | Minnesota North Stars | 4                   |                       | N2 | St. Louis Blues     | 2               |                 |  |  |                   |                   |                   |  |  |                    |                    |                    |  |
|  |                     |                       |                     |                       | N2 | St. Louis Blues     | 2               |                 |  |  |                   |                   |                   |  |  |                    |                    |                    |  |
|  |                     |                       | N4                  | Minnesota North Stars | 4  |                     |                 |                 |  |  |                   |                   |                   |  |  |                    |                    |                    |  |
|  | N2                  | St. Louis Blues       | N4                  | Minnesota North Stars | 4  | 4                   |                 |                 |  |  |                   |                   |                   |  |  |                    |                    |                    |  |
|  | N2                  | St. Louis Blues       |                     |                       |    |                     |                 |                 |  |  |                   |                   |                   |  |  |                    |                    |                    |  |
|  | N3                  | Detroit Red Wings     | 3                   |                       |    |                     |                 |                 |  |  |                   |                   |                   |  |  |                    |                    |                    |  |
|  | N3                  | Detroit Red Wings     | 3                   |                       | S3 | Edmonton Oilers     | 1               |                 |  |  |                   |                   |                   |  |  |                    |                    |                    |  |
|  |                     |                       |                     |                       |    |                     |                 |                 |  |  |                   |                   |                   |  |  |                    |                    |                    |  |
|  |                     |                       | N4                  | Minnesota North Stars | 4  |                     |                 |                 |  |  |                   |                   |                   |  |  |                    |                    |                    |  |
|  | S1                  | Los Angeles Kings     | N4                  | Minnesota North Stars | 4  | 4                   |                 |                 |  |  |                   |                   |                   |  |  |                    |                    |                    |  |
|  | S1                  | Los Angeles Kings     |                     |                       |    |                     |                 |                 |  |  |                   |                   |                   |  |  |                    |                    |                    |  |
|  | S4                  | Vancouver Canucks     | 2                   |                       |    |                     |                 |                 |  |  |                   |                   |                   |  |  |                    |                    |                    |  |
|  | S4                  | Vancouver Canucks     | 2                   |                       | S1 | Los Angeles Kings   | 2               |                 |  |  |                   |                   |                   |  |  |                    |                    |                    |  |
|  |                     |                       |                     |                       | S1 | Los Angeles Kings   | 2               |                 |  |  |                   |                   |                   |  |  |                    |                    |                    |  |
|  |                     |                       | S3                  | Edmonton Oilers       | 4  |                     |                 |                 |  |  |                   |                   |                   |  |  |                    |                    |                    |  |
|  | S2                  | Calgary Flames        | S3                  | Edmonton Oilers       | 4  | 3                   |                 |                 |  |  |                   |                   |                   |  |  |                    |                    |                    |  |
|  | S2                  | Calgary Flames        |                     |                       |    |                     |                 |                 |  |  |                   |                   |                   |  |  |                    |                    |                    |  |
|  | S3                  | Edmonton Oilers       | 4                   |                       |    |                     |                 |                 |  |  |                   |                   |                   |  |  |                    |                    |                    |  |

### Stanley Cup
La finale della Stanley Cup 1991 è stata una serie al meglio delle sette gare che ha determinato il campione della National Hockey League per la stagione 1990-91. I Pittsburgh Penguins hanno sconfitto i Minnesota North Stars in sei partite e si sono aggiudicati la Stanley Cup per la prima volta della loro storia.

## Premi NHL
- Stanley Cup: Pittsburgh Penguins

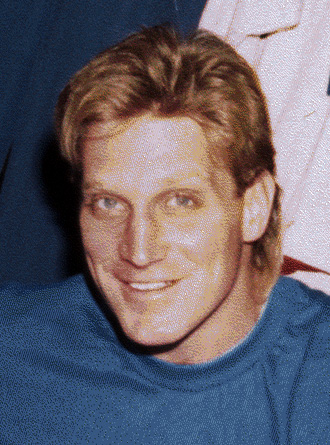
Il giocatore dei St. Louis Blues Brett Hull, vincitore dell'Hart Memorial Trophy e del Lester B. Pearson Award.

- Presidents' Trophy: Chicago Blackhawks
- Prince of Wales Trophy: Pittsburgh Penguins
- Clarence S. Campbell Bowl: Minnesota North Stars
- Art Ross Trophy: Wayne Gretzky (Los Angeles Kings)
- Bill Masterton Memorial Trophy: Dave Taylor (Los Angeles Kings)
- Calder Memorial Trophy: Ed Belfour (Chicago Blackhawks)
- Conn Smythe Trophy: Mario Lemieux (Pittsburgh Penguins)
- Frank J. Selke Trophy: Dirk Graham (Chicago Blackhawks)
- Hart Memorial Trophy: Brett Hull (St. Louis Blues)
- Jack Adams Award: Brian Sutter (St. Louis Blues)
- James Norris Memorial Trophy: Ray Bourque (Boston Bruins)
- King Clancy Memorial Trophy: Dave Taylor (Los Angeles Kings)
- Lady Byng Memorial Trophy: Wayne Gretzky (Los Angeles Kings)
- Lester B. Pearson Award: Brett Hull (St. Louis Blues)
- Lester Patrick Trophy: Rod Gilbert, Mike Ilitch
- NHL Plus/Minus Award: Marty McSorley (Los Angeles Kings) e Theo Fleury (Calgary Flames)
- Vezina Trophy: Ed Belfour (Chicago Blackhawks)
- William M. Jennings Trophy: Ed Belfour (Chicago Blackhawks)

### NHL All-Star Team
First All-Star Team
- Attaccanti: Luc Robitaille • Wayne Gretzky • Brett Hull
- Difensori: Ray Bourque • Al MacInnis
- Portiere: Ed Belfour

Second All-Star Team
- Attaccanti: Kevin Stevens • Adam Oates • Cam Neely
- Difensori: Chris Chelios • Brian Leetch
- Portiere: Patrick Roy

NHL All-Rookie Team
- Attaccanti: Sergej Fëdorov • Ken Hodge • Jaromír Jágr
- Difensori: Rob Blake • Eric Weinrich
- Portiere: Ed Belfour